# MTV Europe Music Award al miglior artista alternative
L'MTV Europe Music Award al miglior artista alternative (MTV Europe Music Award for Best Alternative) è uno dei premi degli MTV Europe Music Awards, che viene assegnato dal 1997. Nelle varie edizioni dei premi, la categoria è stata discontinua negli anni: non è stata presente dal 1998 al 2003, e ancora dal 2007 al 2009.
Il maggior numero di vittorie è stato ottenuto dai Thirty Seconds To Mars, con un totale di 4 (di cui 2 consecutive), seguiti da Lana Del Rey, con un totale di 2.

## Albo d'oro

### Anni 1990
| Anno | Vincitore   | Nominati                              |
| ---- | ----------- | ------------------------------------- |
| 1997 | The Prodigy | - Beck - Blur - Radiohead - The Verve |

### Anni 2000
| Anno | Vincitore        | Nominati                                                    |
| ---- | ---------------- | ----------------------------------------------------------- |
| 2004 | Muse             | - Björk - Franz Ferdinand - The Hives - The Prodigy         |
| 2005 | System of a Down | - Beck - Bloc Party - Goldfrapp - The White Stripes         |
| 2006 | Muse             | - Arctic Monkeys - Korn - The Raconteurs - System of a Down |
| 2009 | Placebo          | - Muse - Paramore - The Killers - The Prodigy               |

### Anni 2010
| Anno | Vincitore              | Nominati                                                                  |
| ---- | ---------------------- | ------------------------------------------------------------------------- |
| 2010 | Paramore               | - Arcade Fire - Gorillaz - The Gossip - Vampire Weekend                   |
| 2011 | Thirty Seconds to Mars | - Arctic Monkeys - Arcade Fire - The Strokes - My Chemical Romance        |
| 2012 | Lana Del Rey           | - Arctic Monkeys - The Black Keys - Florence and the Machine - Jack White |
| 2013 | Thirty Seconds to Mars | - Arctic Monkeys - Fall Out Boy - Franz Ferdinand - Paramore              |
| 2014 | Thirty Seconds to Mars | - Fall Out Boy - Lana Del Rey - Lorde - Paramore                          |
| 2015 | Lana Del Rey           | - Fall Out Boy - Florence + The Machine - Lorde - Twenty One Pilots       |
| 2016 | Twenty One Pilots      | - Kings of Leon - Radiohead - Tame Impala - The 1975                      |
| 2017 | Thirty Seconds to Mars | - Lana Del Rey - Imagine Dragons - Lorde - The xx                         |
| 2018 | Panic! at the Disco    | - Fall Out Boy - The 1975 - Thirty Seconds to Mars - Twenty One Pilots    |
| 2019 | FKA twigs              | - Lana Del Rey - Solange Knowles - Twenty One Pilots - Vampire Weekend    |

### Anni 2020
| Anno | Vincitore       | Nominati                                                                             |
| ---- | --------------- | ------------------------------------------------------------------------------------ |
| 2020 | Hayley Williams | - Blackbear - FKA twigs - Machine Gun Kelly - Twenty One Pilots - The 1975           |
| 2021 | Yungblud        | - Halsey - Lorde - Machine Gun Kelly - Twenty One Pilots - Willow                    |
| 2022 | Gorillaz        | - Imagine Dragons - Panic! at the Disco - Tame Impala - Twenty One Pilots - Yungblud |
| 2023 | Lana Del Rey    | - Blur - Fall Out Boy - Paramore - Thirty Seconds to Mars - Yungblud                 |
| 2024 | Imagine Dragons | - Fontaines D.C. - Hozier - Lana Del Rey - Twenty One Pilots - Yungblud              |